# Transap
Transap (acrónimo de Transporte Ferroviario Andrés Pirazzoli S.A.) es uno de los operadores ferroviarios de carga en la red de Ferrocarriles del Estado de Chile; es la encargada en particular del transporte de ácido sulfúrico entre los Lirios (Rancagua) y el puerto de San Antonio para la división El Teniente de CODELCO. También se encarga del transporte de celulosa de las empresas CMPC hacia los puertos de la VIII región. Y ahora se encarga del transporte de Contenedores (CFX) y Clinker (BSA) entre Quilicura y San Antonio desde 2014 y 2017, respectivamente
El servicio de transporte de ácido sulfúrico que anteriormente era operado por la Empresa de los Ferrocarriles del Estado fue licitado a Transap en abril del 2001. 
El servicio de transporte de celulosa opera a partir del segundo semestre del 2005 entre las industrias de Laja, Santa Fe y Mininco esta última ubicada en la IX Región y los puertos de Coronel, San Vicente y Lirquen en la VIII Región. Este servicio era operado anteriormente por Fepasa.

## Flota
Su flota de locomotoras es:
Servicios Rancagua-San Antonio, Quilicura-San Antonio: 4 locomotoras modelo SD39-M3 numeradas como (D-2301,D-2302,D-2303,D-2304) con 2 locomotoras modelo GP50 (3501,3502) transformadas con boguies de 6 ejes (renombradas a SD) para 6 motores de tracción y reducción de peso y 1 locomotora SD40-M3 (D-3051 ex D-3005).
(la mayoría de las veces este servicio se hace traccionado por 2 locomotoras).
Servicio en Concepción: 4 locomotoras modelo GP40-2 (D-3001,D-3002,D-3003,D-3004) transformadas con boguies de 6 ejes (renombradas a SD) para 6 motores de tracción y con un estanque de combustible más pequeño. 2 locomotoras de la empresa Alaska Railroad modelo GP49 (D-2801,D-2802)  con boguies SD(6 ejes)  para 4 motores de tracción, ya que los ejes 2 y 5 son considerados eje guía (estos no llevan motores de tracción) y ayuda en la reducción de peso por eje, compradas para el transporte de celulosa. 1 Locomotora modelo SW-1001 (D-1050) adquirida para realizar labores de patio en la zona de Concepción.
- Datos: Q6137585